# Matthias de Vries

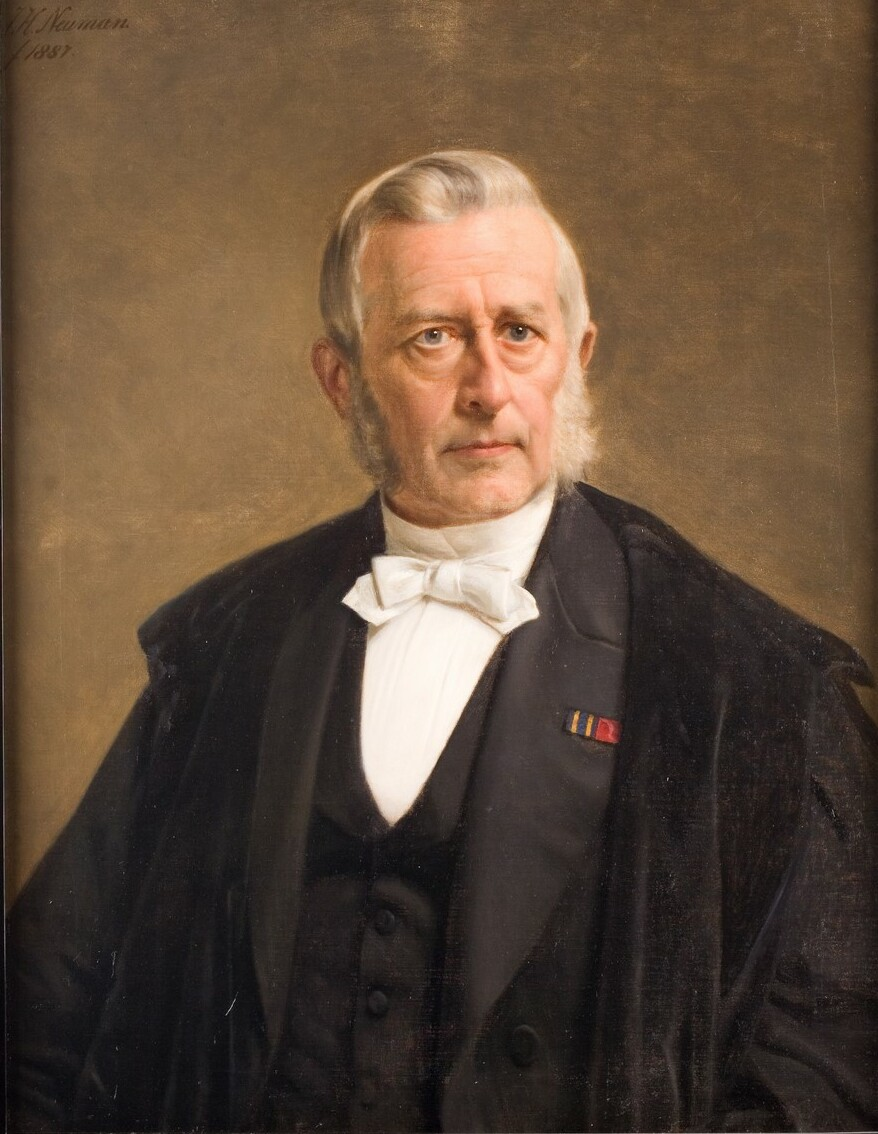
Matthias de Vries

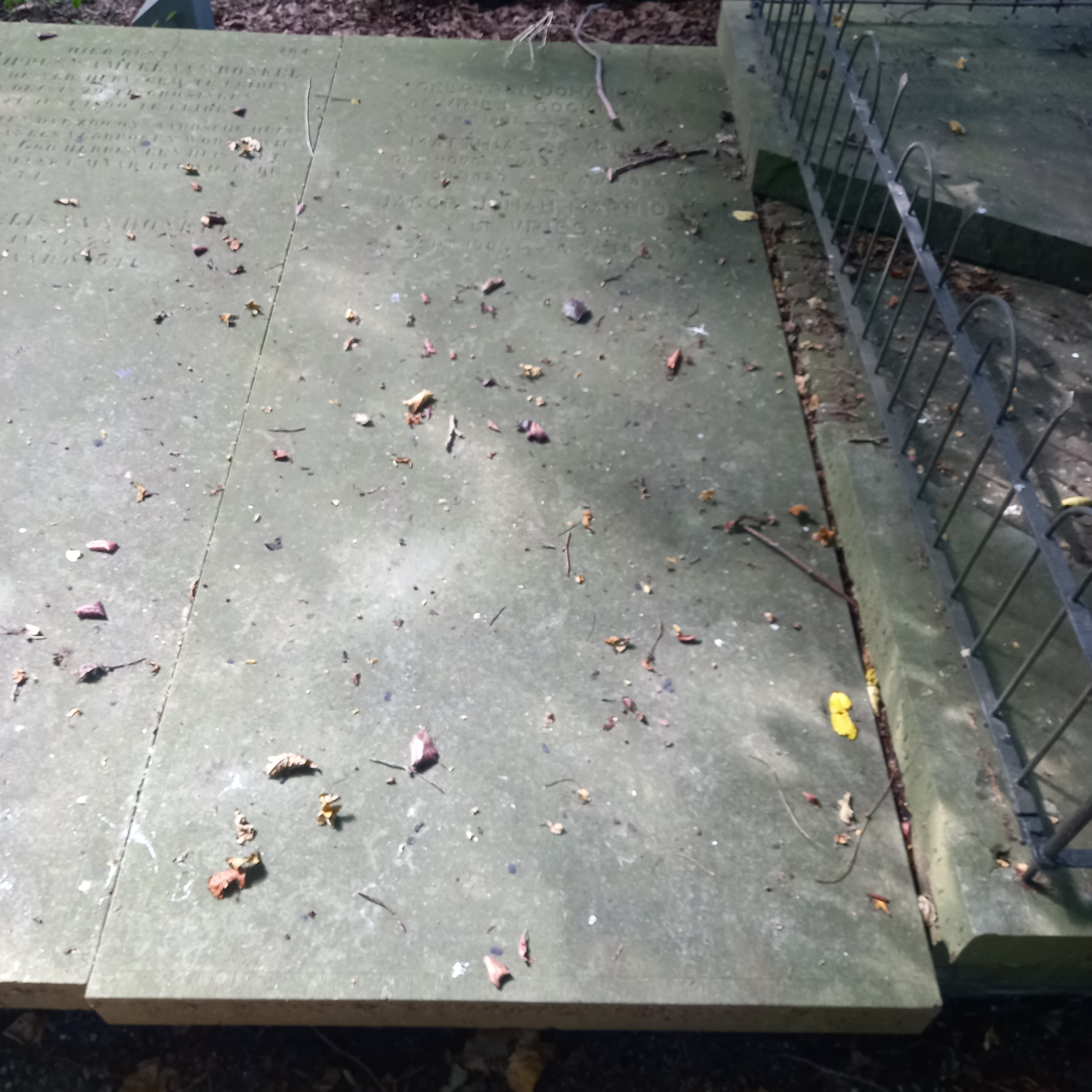
Das Grab von Matthias de Vries und seiner Ehefrau Geertrud Johanna Gockinga im Familiengrab auf dem Friedhof Groenesteeg in Leiden

Matthias de Vries (* 9. November 1820 in Haarlem; † 9. August 1892 in Leiden) war ein niederländischer Historiker, Sprach- und Literaturwissenschaftler.

## Leben
Der Sohn des Pfarrers Abraham de Vries (* 20. April 1773 in Amsterdam; † 3. November 1862) und der Hillegonda van Geuns (* 9. Mai 1791 in Harlingen; † 25. März 1866 in Haarlem), hatte das Gymnasium in Haarlem besucht. Am 28. April 1837 immatrikulierte er sich an der Universität Leiden, wo er ein Studium der philosophischen Literaturwissenschaften absolvierte. Hier wurden John Bake, Antonie Rutgers, Johannes Matthias Schrant der Ältere, Petrus Hofman Peerlkamp und Matthijs Siegenbeek seine prägenden Lehrer. 1840 hatte die philosophische Fakultät der Universität Groningen eine Preisfrage ausgeschrieben, zudem auch die philosophische Fakultät der Universität Leiden zum gleichen Thema. Diese beantwortete er so zufriedenstellend, dass er von beiden Hochschulen dafür eine Goldmedaille bekam. Mit der gleichen weiterentwickelten Thematik de Historia Polybii pragmatica, promovierte er am 13. Dezember 1843 in Leiden zum Doktor der philosophischen Literaturwissenschaft.
Am 29. Dezember 1846 wurde er zweiter Lehrer am Gymnasium in Leiden. Am 28. November 1849 berief man ihn als Professor an der Universität Groningen, mit dem Lehrauftrag für niederländische Sprache, Rhetorik und nationale Geschichte. Dieses Amt übernahm er am 28. November 1849 mit der Rede De heerschappij over de taal; het beginsel der welsprekendheid. Am 7. Juli 1853 wurde er per königlichen Beschluss als Professor für niederländische Literatur und Geschichte an die Universität Leiden berufen. Diese Aufgabe übernahm er 29. Oktober 1853 mit der Antrittsrede De Nederlandsche taalkunde in haren aard en hare strekking. Ab 1860 konzentrierte sich seine Arbeit auf die niederländische Sprache und Literaturgeschichte. In seiner Eigenschaft als Leidener Hochschullehrer beteiligte er sich auch an den organisatorischen Aufgaben der Hochschule und war 1873/74 Rektor der Alma Mater.
Dieser Aufgabe legte er mit der Rede Oratio de Academia Lugduno-Batava Libertatis praesidio nieder. Er ließ sich bei seiner Arbeit stark von deutschen Strömungen, hier vor allem von den Arbeiten Jacob Grimms beeinflussen. Sein bedeutendstes Hauptwerk ist ein mit Lammert Allard te Winkel (1806–1868) von 1864 bis 1882 erarbeitetes erstes Wörterbuch der niederländischen Sprache. Er gilt mit seinen Arbeiten zur niederländischen Sprache, als der Schöpfer der wissenschaftlichen Niederlandistik und hat sich damit einen bleibenden Namen in der Geschichte der niederländischen Rechtschreibung gemacht. Im Laufe seiner Wirkungszeit erhielt er einige ehrenvolle Berufungen in die Gelehrtengesellschaften seiner Zeit.
Am 20. Juni 1844 wurde er Mitglied der Gesellschaft der niederländischen Literatur in Leiden, am 12. April 1849 wurde er Mitglied des Instituts und am 23. Februar 1855 bei der Nachfolgeorganisation der Königlich Niederländischen Akademie der Wissenschaften in Amsterdam. Die Académie royale des Sciences, des Lettres et des Beaux-Arts de Belgique nahm ihn 1863 als assoziiertes Mitglied (Élu associé) auf. Zudem war er auswärtiges Mitglied der Königlich Preußischen Akademie der Wissenschaften in Berlin, korrespondierendes Mitglied der Göttinger Akademie der Wissenschaften und auswärtiges Ehrenmitglied der Koninklijke Academie voor Nederlandse Taal- en Letterkunde in Gent. Er war auch Ritter des Ordens vom niederländischen Löwen. Am 6. Juni 1891 wurde er aus seiner Professur emeritiert und verabschiedete sich am 15. September 1891 in den Ruhestand. 1991 wurde unter seinem Namen die Matthias de Vries-genootschap (Matthias de Vries Gesellschaft) gegründet, deren Mitglieder sich mit niederländischen Wörterbüchern auseinandersetzen.

## Familie
De Vries war zwei Mal verheiratet Seine erste Ehe schloss er am 30. Mai 1849 in Leiden es mit Cornelia Wilhelmina van der Hoop (* 20. September 1822 in Den Haag; † 22. Juli 1850 in Groningen), die Tochter des Alexander Willem van der Hoop und der Jacqueline Macquelijn. Aus der Ehe stammt ein Sohn. Seine zweite Ehe ging er am 4. April 1855 in Deventer mit Geertrui Johanna Gockinga (* 8. März 1824 in Groningen; † 3. Dezember 1890 in Leiden), die Tochter von Scato Gockinga (* 27. Juli 1788 in Groningen; † 7. März 1852 ebenda) und Geertruida Johanna Cornelia Wichers (* 27. April 1794 in Groningen; † 25. April 1845 ebenda), ein. Aus der Ehe stammt eine Tochter und zwei Söhne. Von den Kindern kennt man:
- Abraham (Bram) de Vries (* 21. Juli 1850 in Groningen; † 10. November 1888 in Soerabaja (Indonesien)) verh. 6. April 1888 in Den Haag mit Theodora Wilhelmina Johanna Coninck Liefsting (* 24. Juni 1861 in Assen; † 16. März 1922 in Nervi (Italien))
- Hildegonda de Vries (* 1. Dezember 1858 in Groningen; † 1. Dezember 1881 in Den Haag)
- Scato Gocko de Vries (* 16. Juni 1861 in Leiden; † 8. Februar 1937 ebenda) verh. 18. Oktober 1888 in Den Haag mit Sara Catharina de Vries (* 24. Mai 1867 in Amsterdam; † 10. Juni 1947 in Oegstgeest)
- Johan Herman de Vries (* 10. Mai 1863 in Leiden; † 23. August 1923 in Zutphen) verh. am 24. Mai 1893 in Zwolle mit Jacoba Eindhoven (* 29. Dezember 1867 in Zwolle; † 9. April 1956 in Bilthoven)

## Werke (Auswahl)
De Vries hatte eine Vielzahl von Aufsätzen und Essays in den verschiedensten Fachzeitschriften und Journalen seiner Zeit verfasst. Daher sollen hier nur die im eigenständigen Druck erschienenen Werke genannt sein.
- P.C. Hooft, Warenar, met eene inleiding en aanteekeningen Leiden 1843, 1845 (Online)
- Specimen literarium inaugurale de Historia Polybii pragmatica. Leiden 1843
- Der leken Spieghel, Leerdicht van den Jahre 1330, door Jan Boendale gezegd Jan de Clerc, schepeklerk te Antwerpen. Leiden 1844, 1. Bd. (Online); 1845 2. Bd. (Online); 3. Bd. 1848 (Online); 4. Bd., 1. Teil 1847 (Online); 5. Bd. 1848 (Online)
- Brief aan Dr. W.J.A. Jonckbloet, bijdrage tot de kritiek en verklaring van Karel den Groote en zijne XII pairs. Leiden 1845
- De Nederl. taalkunde, beschouwd in hare vroegere geschiedenis, tegenwoordigen toestand en eischen voor de toekomst. Haarlem 1849
- De heerschappij over de taal, het beginsel der welsprekendheid. Groningen 1850
- Mededeelingen. 1850 (Online)
- Ontwerp van een Nederlandsch Woordenboek. Verslag der Commissie, in de vergadering van het derde Nederlandsch Letterkundig Congres, te Brussel, den 31 Augustus 1851, voorgedragen door Dr. M. de Vries, hoogleeraar te Groningen. Groningen 1852
- De Nederlandsche taalkunde in haren aard en hare strekking. Redevoering ter aanvaarding van het hoogleeraarsambt aan de hoogeschool te Leiden, den 29sten October 1853 uitgesproken door Dr. M. de Vries. Haarlem 1853 (Online)
- Verslag der Redactie van het Nederlandsch Woordenboek, in de vergadering van het vierde Nederlandsch Letterkundig Congres, te Utrecht, den 22 September 1854, voorgedragen door Dr. M. de Vries. Haarlem 1854
- Verslag der Redactie van het Nederlandsch Woordenboek, in de vergadering van het vijfde Nederlandsch Letterkundig Congres, te Antwerpen, den 16 Aug. 1856, voorgedragen door Dr. M. de Vries. Haarlem 1856
- De visscherijen, geheeten het Vroon, ten jare 1433 aan de stad Leyden in erfpacht gegeven. Leiden 1858
- Die Nordfriesche Sprache, nach der Moringen Mundart, van B. Bendsen, met eene inleiding. Leiden 1860 (Online)
- Verslag der Redactie van het Nederlandsch Woordenboek, in de vergadering van het zesde Nederlandsch Letterkundig Congres, te 's Hertogenbosch, den 11 Sept. 1860, voorgedragen door Dr. M. de Vries. Haarlem 1860
- Verslag der Redactie van het Nederlandsch Woordenboek, in de vergadering van het zevende Nederlandsch Letterkundig Congres, te Brugge, den 10 September 1862, voorgedragen door Dr. M. de Vries. Haarlem 1862
- Toespraak bij het graf van J.G. Hulleman, op het kerkhof buiten Utrecht, 3 Juni 1862. Achter: ‘In memoriam Iani Gerardi Hulleman allocutio ad commilitones quam die IV M. Junii MDCCCLXII habuit C.G. Cobet’. Leiden 1862
- De grondbeginselen der Nederlandsche spelling. Ontwerp der spelling voor het aanstaande Nederlandsch Woordenboek. Leiden 1863
- Jacob van Maerlant's Spiegel Historiael, met de fragmenten der later toegevoegde gedeelten, bewerkt door Philip Utenbroeke en Lodewijk van Velthem, vanwege de Maatschappij der Nederlandsche Letterkunde te Leiden uitgegeven door Dr. M. De Vries en Dr. E. Verwijs. Leiden 1863, 3. Bde.
- Toespraak tot de studenten der Leidsche Hoogeschool, bij de vaderlandsche feestviering op den 19 November 1863, door Dr. M. De Vries, hoogleeraar. Leiden 1863
- Woordenboek der Nederlandsche Taal. 1864–1882 mit Lammert Allard te Winkel
- Middelnederlandsch Woordenboek. Den Haag.Leiden-Arnhem 1864 (Online)
- Mededeelingen en Opmerkingen betreffende het Nederlandsch Woordenboek, in de vergadering van het achtste Nederlandsch Letterkundig Congres, te Rotterdam, den 12 September 1865, voorgedragen door Dr. M. De Vries. Den Haag-Leiden-Arnhem 1865
- Woordenlijst voor de spelling der Nederlandsche taal, door Dr. M. De Vries en Dr. L.A. Te Winkel, leden der Koninklijke Academie van Wetenschappen. Den Haag-Leiden-Arnhem 1866 (Online)
- Feestrede bij de onthulling van het gedenkteeken van Leidens ontzet, den derden October 1884, uitgesproken door M. De Vries, Voorzitter der Commissie tot oprichting van het gedenkteeken. Leiden 1884